# Francisco Zuluaga
Francisco de Jesús Zuluaga Rodríguez (Medellín, 4 februari 1929, aldaar, 8 november 1993) was een Colombiaans professioneel voetballer en voetbaltrainer, beter bekend als El Cobo.

## Voetbalcarrière

### Clubcarrière
Op 19-jarige leeftijd debuteerde Zuluaga in het betaald voetbal als verdediger voor Millonarios,
waarmee hij uiteindelijk zes keer kampioen van de hoogste Colombiaanse competitie werd. Voor dit team bleef hij tot 1961 spelen, waarna hij zijn carrière afmaakte bij Independiente Santa Fe en Atlético Nacional. Hij stopte in 1965 met voetballen.

### Interlandcarrière
In totaal kwam Zuluaga negen keer uit in het nationale elftal van Colombia, waarin hij een keer scoorde, wat hij deed op het wereldkampioenschap van 1962 in Chili met een strafschop in de negentiende minuut tegen Uruguay.

## Trainerscarrière
Als trainer kwam Zuluaga uit voor Millonarios FC, het nationale elftal van Colombia en Atlético Nacional.

## Palmares
Millonarios FC
- Categoría Primera A - Kampioen in 1949, 1951, 1952, 1953, 1959 en 1961
- Cup van Colombia - Winnaar in 1953 en 1956.